# 101 dalmatinů (film, 1961)
101 dalmatinů (v originále One Hundred and One Dalmatians) je americký animovaný film studia Walta Disneye z roku 1961. Film byl natočen podle námětu pocházejícího z dětské knihy Sto jedna dalmatinů anglické spisovatelky Dodie Smithové (v originále The Hundred and One Dalmatians). Režii snímku provedli Clyde Geronimi a Hamilton Luske podle scénáře Billa Peeta. Jde o 17. snímek z tzv. animované klasiky Walta Disneyho.
Příběh pojednává o osudech dvou londýnských rodin, o psí rodině dalmatinů (Pongo a Perdita + 15 jejich štěňat) a o rodině jejich pánů (Roger a Anita Radcliffeovi). V roce 2003 bylo natočeno animované pokračování tohoto příběhu 101 dalmatinů II: Flíčkova londýnská dobrodružství, film se dočkal také remake v podobě stejnojmenného hraného filmu z roku 1996. Po filmu Sněhurka a sedm trpaslíků jde o druhý nejvýdělečnější film studia Walta Disneyho v historii.

## Děj

### Úvod
Pes-dalmatin Pongo má svého pána Rogera Radcliffea, který je hudebním skladatelem, celé dny jen brnká na klavír a skládá milostné písničky, o skutečné lásce toho ale asi příliš neví, přemítá Pongo. Proto se Pongo rozhodne, že pánovi obstará ženu sám, nicméně o vkusu a potřebách lidí toho samozřejmě příliš mnoho neví. Pozoruje tedy různé ženy z okna jejich londýnského bytu a vybírá potenciální manželku pro svého pána. Po mnoha nezdařených pokusech konečně spatří hezkou a upravenou mladou ženu, která jde po ulici na procházku, navíc sebou vede i velmi fenku-dalmatinku.
Pongo neváhá ani sekundu, úmyslně posune ručičky Rogerových hodin tak, aby mohl jít předčasně s pánem na procházku do londýnského Regent's Parku a dohonit tak nejen hezkou mladou dámu, ale i její krásnou fenku Perditu. Zde to pak sám zařídí tak, aby se oba lidé mohli seznámit a sám se dvoří krásné fence Perditě.

### Hlavní děj
Další děj začíná svatbou Rogera a Anity a pokračuje tím, že psí rodinka dalmatinů, Pongo s Perditou čekají štěňátka. Na scéně se ale objevuje Anitina zlá známá Cruella de Vil, která touží získat štěňata dalmatinů.
Štěňata se nakonec, k velkému Pongově, Rogerově i Anitině štěstí narodí živá, psí pár má celkem 15 krásných potomků.
Cruella de Vil však touží za každou cenu po štěňatech dalmatinů. Poté, co Roger Anitou odmítnou štěňata prodat, Cruella se rozhodne, že štěnata ukradne násilím. Za tímto účelem si sjedná dva zloděje jakožto pomocníky, kteří přijedou do Rogerova domu s dodávkovým automobilem, služebnou zamknou v podkrovním pokoji a všechna štěňata ukradnou. Roger a Anitou i Pongo s Perditou jsou zdrceni touto ztrátou. Po zlodějích pátrá Scotland Yard. Pongo navíc, zcela zoufalý, použije psí „štěkací“ telegraf tak, aby aktivoval všechny londýnské psy tak, aby mu pomohli při pátrání po ukradených štěňatech. To se mu také náhodou i povede. Do hry se vloží nejen všichni londýnští psi, ale i další zvířecí přátelé a kamarádi (husy, koně, krávy), kteří nakonec pomohou Pongovi ukradené potomky nalézt, osvobodit a dopravit zpět domů. U Cruelly v domě navíc zjistí, že se zde nachází mnoho dalších štěňat dalmatinů, ze kterých si Cruella chtěla nechat vyrobit kožich, Pongo s Perditou všechna tato štěňata „adoptují“ a odvedou zpět domů. Zlá Cruella, jakož i oba její zlodějští spolupracovníci, je po zásluze potrestána.

## Obsazení
| Postava       | Anglický dabing                                                                                | Český dabing                                                    |
| ------------- | ---------------------------------------------------------------------------------------------- | --------------------------------------------------------------- |
| Pongo         | Rod Taylor                                                                                     | Michal Dlouhý                                                   |
| Perdita       | Cate Bauer                                                                                     | Lucie Kožinová                                                  |
| Cruella       | Betty Lou Gerson                                                                               | Valérie Zawadská                                                |
| Roger         | Ben Wright Bill Lee (zpěv)                                                                     | David Prachař                                                   |
| Anita         | Lisa Davis                                                                                     | Dana Morávková                                                  |
| Gašpar        | J. Pat O'Malley                                                                                | Ladislav Županič                                                |
| Horace        | Frederick Worlock                                                                              | Zdeněk Žák                                                      |
| Nanny         | Martha Wentworth                                                                               | Daniela Bartáková                                               |
| Plukovník     | J. Pat O'Malley                                                                                | Mirko Musil                                                     |
| Seržant Tibbs | David Frankham                                                                                 | Tomáš Trapl                                                     |
| Kapitán       | Thurl Ravenscroft                                                                              | Radan Rusev                                                     |
| Danny         | George Pelling                                                                                 | Pavel Soukup                                                    |
| Starý Kuba    | Tudor Owen                                                                                     | Martin Kolár                                                    |
| Štěňátka      | Mickey Maga Barbara Beaird Mimi Gibson Sandra Abbott Mary Wickes Barbara Luddy Rickie Sorensen | Vít Ondračka Bohumil Švarc Adéla Draxlerová Martina Holomčíková |